# 서하집
서하집(西河集)은 고려 후기의 문인 임춘(林椿)이 지은 시가를 모아 엮어 1222년 간행한 시문집이다.
저자 임춘이 죽은 지 20여 년 뒤에 그의 친구였던 이인로(李仁老)가 유고를 수습하여 엮은 책이다. 초간본은 6권 2책이나, 완질로 전하는 것은 없고, 4·5권 1책이 《청분실서목(淸芬室書目)》에 기재되어 전해 온다.
전하는 바에 따르면, 소장자 담인(淡印)이 동탑(銅塔)에 감춘 것을 후대에 청도(淸道) 운문사(雲門寺)의 승려 인담(印淡)이 찾아내어 조선 숙종 때(1713년; 숙종 39년)에 14대손 임재무(林再茂))가 중간하였다고 한다. 소장자와 발견자의 이름이 담인(淡印)·인담(印淡)이라서 호사가의 입에 자주 올랐다고 한다.

## 같이 보기
- 임춘
- 이민서의 서하선생집

## 참고 자료
- 서하집 - 한국민족문화대백과사전